# Johannes van den Bergh
Johannes van den Bergh (Viersen, 1986. november 21. –) német labdarúgó, aki 2017 óta a Holstein Kiel játékosa.

## Pályafutása

### Klubcsapatokban
Az SC Waldinelnél kezdte pályafutását, majd 10 évesen került a Bayer 04 Leverkusen kötelékébe. 2001-ben ingyen hagyta el a gyógyszergyáriakat. Van den Bergh a Borussia Mönchengladbachban kezdte profi pályafutását, a Bundesligában 2006. szeptember 16-án mutatkozott be. A félidőben állt be, csapata 2–4-re kikapott az Aachentől. 2009. június 23-án Bergh három évre a Fortuna Düsseldorfhoz igazolt. A düsseldorfiak mindössze 88 ezer eurót fizettek érte. 2013. május 24-én három évre szóló szerződést kötött a Hertha BSC-vel. Új klubjában a 23-as mezt kapta. Értéke 2014 októberében a transfermarkt.de szerint 1,76 millió euró.

## Statisztikák
2014. május 20. szerint
| Klubteljesítmény            | Klubteljesítmény  | Klubteljesítmény | Bajnokság | Bajnokság | Kupa      | Kupa      | Európa | Európa | Egyéb  | Egyéb  | Összesen | Összesen |
| Klub                        | Bajnokság         | Szezon           | Meccs     | Gól       | Meccs     | Gól       | Meccs  | Gól    | Meccs  | Gól    | Meccs    | Gól      |
| Németország                 | Németország       | Németország      | Bajnokság | Bajnokság | DFB-Pokal | DFB-Pokal | Európa | Európa | Egyéb* | Egyéb* | Összesen | Összesen |
| --------------------------- | ----------------- | ---------------- | --------- | --------- | --------- | --------- | ------ | ------ | ------ | ------ | -------- | -------- |
| Borussia Mönchengladbach    | Bundesliga        | 2006–07          | 1         | 0         | 1         | 0         | —      | —      | —      | —      | 2        | 0        |
| Borussia Mönchengladbach II | Regionalliga Nord | 2006–07          | 30        | 4         | —         | —         | —      | —      | —      | —      | 30       | 4        |
| Borussia Mönchengladbach    | 2. Bundesliga     | 2007–08          | 8         | 0         | 0         | 0         | —      | —      | —      | —      | 8        | 0        |
| Borussia Mönchengladbach    | Bundesliga        | 2008–09          | 7         | 1         | 1         | 0         | —      | —      | —      | —      | 8        | 1        |
| Borussia Mönchengladbach II | Regionalliga West | 2008–09          | 13        | 1         | —         | —         | —      | —      | —      | —      | 13       | 1        |
| Fortuna Düsseldorf          | 2. Bundesliga     | 2009–10          | 31        | 0         | 1         | 0         | —      | —      | —      | —      | 32       | 0        |
| Fortuna Düsseldorf          | 2. Bundesliga     | 2010–11          | 33        | 0         | 1         | 0         | —      | —      | —      | —      | 34       | 0        |
| Fortuna Düsseldorf          | 2. Bundesliga     | 2011–12          | 27        | 0         | 3         | 0         | —      | —      | 2      | 0      | 32       | 0        |
| Fortuna Düsseldorf          | Bundesliga        | 2012–13          | 33        | 0         | 3         | 0         | —      | —      | 0      | 0      | 36       | 0        |
| Hertha BSC                  | Bundesliga        | 2013–14          | 26        | 0         | 1         | 0         | —      | —      | 0      | 0      | 3        | 0        |
| Összesen                    | Összesen          | Összesen         | 209       | 6         | 11        | 0         | 0      | 0      | 2      | 0      | 222      | 6        |

- Tartalmazza a feljutási/kiesési osztályozót

## Fordítás
Ez a szócikk részben vagy egészben  a   Johannes van den Berhg című angol Wikipédia-szócikk ezen változatának fordításán alapul.  Az eredeti cikk szerkesztőit annak laptörténete sorolja fel. Ez a jelzés csupán a megfogalmazás eredetét és a szerzői jogokat jelzi, nem szolgál a cikkben szereplő információk forrásmegjelöléseként.